# SOCS4
SOCS4 (англ. Suppressor of cytokine signaling 4) – білок, який кодується однойменним геном, розташованим у людей на короткому плечі 14-ї хромосоми. Довжина поліпептидного ланцюга білка становить 440 амінокислот, а молекулярна маса — 50 623.
| 10         |  | 20         |  | 30         |  | 40         |  | 50         |
| ---------- |  | ---------- |  | ---------- |  | ---------- |  | ---------- |
| MAENNENISK |  | NVDVRPKTSR |  | SRSADRKDGY |  | VWSGKKLSWS |  | KKSESYSDAE |
| TVNGIEKTEV |  | SLRNQERKHS |  | CSSIELDLDH |  | SCGHRFLGRS |  | LKQKLQDAVG |
| QCFPIKNCSS |  | RHSSGLPSKR |  | KIHISELMLD |  | KCPFPPRSDL |  | AFRWHFIKRH |
| TAPINSKSDE |  | WVSTDLSQTE |  | LRDGQLKRRN |  | MEENINCFSH |  | TNVQPCVITT |
| DNALCREGPM |  | TGSVMNLVSN |  | NSIEDSDMDS |  | DDEILTLCTS |  | SRKRNKPKWD |
| LDDEILQLET |  | PPKYHTQIDY |  | VHCLVPDLLQ |  | INNNPCYWGV |  | MDKYAAEALL |
| EGKPEGTFLL |  | RDSAQEDYLF |  | SVSFRRYSRS |  | LHARIEQWNH |  | NFSFDAHDPC |
| VFHSPDITGL |  | LEHYKDPSAC |  | MFFEPLLSTP |  | LIRTFPFSLQ |  | HICRTVICNC |
| TTYDGIDALP |  | IPSSMKLYLK |  | EYHYKSKVRV |  | LRIDAPEQQC |  |            |

A: Аланін

C: Цистеїн

D: Аспарагінова кислота

E: Глутамінова кислота

F: Фенілаланін

G: Гліцин

H: Гістидин

I: Ізолейцин

K: Лізин

L: Лейцин

M: Метіонін

N: Аспарагін

P: Пролін

Q: Глутамін

R: Аргінін

S: Серин

T: Треонін

V: Валін

W: Триптофан

Кодований геном білок за функцією належить до інгібіторів передачі внутрішньоклітинних сигналів. 
Задіяний у таких біологічних процесах, як убіквітинування білків, регуляція росту. 